# Double or Nothing (2022)
Double or Nothing (2022) foi um evento em pay-per-view (PPV)  produzido pela All Elite Wrestling (AEW). Aconteceu durante o fim de semana do Memorial Day em 29 de maio de 2022, na T-Mobile Arena, na Las Vegas Strip, em Paradise, Nevada. O evento devolveu o Double or Nothing à sua casa em Las Vegas, depois que os dois anos anteriores tiveram que ser realizados no Daily's Place em Jacksonville, Flórida, devido à pandemia de COVID-19. Este foi o quarto evento na cronologia Double or Nothing.
Treze lutas foram disputadas no evento, incluindo uma no pré-show The Buy In. No evento principal, CM Punk derrotou "Hangman" Adam Page para vencer o AEW World Championship, que foi a primeira vitória de Punk por um título mundial desde 2011. Em outras lutas de destaque, Adam Cole e Dr. Britt Baker, DMD foram os vencedores inaugurais da Owen Hart Cup masculina e feminina, a Jericho Appreciation Society (Chris Jericho, Daniel Garcia, Jake Hager, Angelo Parker e Matt Menard) derrotaram o Blackpool Combat Club (Bryan Danielson e Jon Moxley), Eddie Kingston, Santana, e Ortiz por submissão técnica em uma luta Anarchy in the Arena, e na luta de abertura, Wardlow derrotou MJF, o que liberou Wardlow de seu "contrato" com MJF e oficialmente "assinou" com a AEW.
O Double or Nothing viu a estreia na AEW de Stokely Hathaway (que se aliou a Jade Cargill), Athena (anteriormente conhecida como Ember Moon na WWE) e Rush (que se alinhou com Andrade El Ídolo e se tornou membro do Andrade Family Office). Além disso, contou com uma participação especial da esposa de Owen Hart , Dra. Martha Hart , a estreia no ringue da lutadora de MMA Paige VanZant, e a primeira luta Anarchy in the Arena.

## Produção

### Conceito
Double or Nothing é considerado o evento de destaque da All Elite Wrestling (AEW), tendo sido realizado pela primeira vez em 2019, que foi o primeiro evento de wrestling profissional da promoção e o primeiro pay-per-view (PPV) produzido. É realizado anualmente durante o fim de semana do Memorial Day e é um dos "Big Four" PPVs da AEW, que inclui All Out, Full Gear e Revolution, seus quatro maiores shows produzidos trimestralmente (excluindo eventos executados com outras empresas, como NJPW). O nome do evento é uma referência à seu tema de Las Vegas, que foi onde foi realizado o evento inaugural. Depois que os eventos dos dois anos anteriores tiveram que ser realizados no Daily's Place em Jacksonville, Flórida, devido à pandemia de COVID-19, o evento de 2022 retornou a Las Vegas. Em 23 de fevereiro de 2022, foi confirmado que o quarto evento Double or Nothing aconteceria em 29 de maio, mas ao contrário do evento inaugural, que foi realizado no MGM Grand Garden Arena, o evento de 2022 foi realizado no T-Mobile Arena na Las Vegas Strip em Paradise, Nevada. Além disso, como parte da semana do Double or Nothing, ambos os programas de televisão semanais da AEW, Wednesday Night Dynamite e Friday Night Rampage, transmitidos ao vivo em 25 e 27 de maio, respectivamente, na vizinha Michelob Ultra Arena no Mandalay Bay. Houve também uma fan fest no sábado, 28 de maio, realizada no Mandalay Bay Convention Center.
Os ingressos para o Double or Nothing foram colocados à venda em 4 de março de 2022, no qual as vendas do primeiro dia renderam mais de $1 milhão em bilheteria, marcando a primeira vez que a AEW ultrapassou $1 milhão em bilheteria. Além do PPV, a AEW fez parceria com a Joe Hand Promotions para transmitir o Double or Nothing em cinemas selecionados nos Estados Unidos.

### Rivalidades
O Double or Nothing apresentou lutas profissionais de wrestling que envolveram lutadores diferentes de rivalidades e histórias preexistentes com roteiro . Os lutadores retratavam heróis, vilões ou personagens menos distinguíveis em eventos roteirizados que criavam tensão e culminavam em uma luta ou série de lutas. As storylines foram produzidas nos programas semanais da AEW Dynamite, Rampage, Dark e Elevation e a série do YouTube dos The Young Bucks, Being The Elite.

Em setembro de 2021, a AEW anunciou a criação da Owen Hart Cup, um torneio anual para homenagear o legado de Owen Hart, um proeminente lutador da WWE (na época era conhecida como World Wrestling Federation) durante a década de 1990, que morreu tragicamente no PPV Over the Edge de 1999. O torneio foi estabelecido em colaboração com a Fundação Owen Hart. Em 17 de dezembro, a AEW revelou que haveria um torneio masculino e feminino da Owen Hart Cup, e os vencedores receberiam um troféu chamado "The Owen". Também foi confirmado que os torneios começariam em maio com as finais no Double or Nothing. O presidente e CEO da AEW, Tony Khan, revelou que originalmente havia considerado concluir a Owen Hart Cup no Revolution, mas decidiu fazer no Double or Nothing para que a Dra. Martha Hart pudesse estar envolvida devido à sua agenda. Ao decidir por que haveria um torneio masculino e feminino, Khan comparou-o ao torneio de tênis de Wimbledon, que também tem torneios masculinos e femininos.
Após a vitória de CM Punk no Revolution, ele voltou sua atenção para o AEW World Championship. Nas semanas seguintes, Punk derrotaria nomes como Dax Harwood, Max Caster e Penta Oscuro. Depois de derrotar Dustin Rhodes no episódio de 20 de abril do Dynamite, o campeão "Hangman" Adam Page confrontou Punk, já que este havia subido ao topo do ranking para se tornar o candidato número um ao título de Page. Na semana seguinte, a luta foi marcada para o Double or Nothing.
Durante a luta de MJF no Revolution, Wardlow, que começou a desenvolver tensão com MJF em dezembro de 2021, se voltou contra este último, tornando-se um face no processo. No episódio seguinte do Dynamite, Wardlow cimentou seu face-turn em uma promo, declarando que não era mais o guarda-costas de MJF e não era mais um membro do Pinnacle. No episódio de 18 de maio do Dynamite, Wardlow, como parte de um conjunto de estipulações de contrato que o tornaria capaz de lutar contra MJF, foi açoitado 10 vezes por MJF, e também emboscado por Shawn Spears. Na semana seguinte, Wardlow completou a estipulação final que lhe garantiu uma luta com MJF no Double or Nothing ao derrotar Spears em uma luta steel cage, com MJF servindo sem sucesso como o árbitro convidado especial; caso Wardlow vencesse, ele seria oficialmente dispensado de seu contrato com MJF, mas seria proibido de obter um novo contrato com a AEW e seria obrigado a permanecer sob o emprego de MJF se perdesse.
Após a luta entre Eddie Kingston e Chris Jericho no Revolution, onde Kingston saiu vitorioso, Kingston tentou apertar a mão de Jericho, que afirmou antes da luta que o faria se Kingston o derrotasse, mas Jericho recusou e deixou o ringue. No episódio seguinte do Dynamite, Jericho tornou-se um heel atacando Kingston e Santana & Ortiz com a ajuda da 2.0, Daniel Garcia e Jake Hager, encerrando o The Inner Circle, e formando um novo grupo chamado "The Jericho Appreciation Society". Na semana seguinte, Jericho afirmou que os fãs e o Inner Circle não o apreciavam e que Kingston o envergonhou ao fazê-lo desistir. Ele então apelidou o grupo de "animadores esportivos" que espancam "lutadores profissionais". No episódio de 11 de maio do Dynamite, Kingston junto com Santana e Ortiz, uniram-se ao Blackpool Combat Club para lutar contra a Jericho Appreciation Society. Na semana seguinte, Kingston concordou em se juntar a Jon Moxley e Bryan Danielson, junto com Santana e Ortiz, para lutar contra a Jericho Appreciation Society em uma luta Anarchy in the Arena no Double or Nothing.
Depois de permanecer invicto por um ano, Scorpio Sky derrotou Sammy Guevara para vencer o AEW TNT Championship no episódio de 9 de março do Dynamite. Após a luta, Paige VanZant, que ajudou Sky a conquistar o título, assinou seu contrato com a AEW em cima da namorada de Guevara, Tay Conti. Embora Sky tenha perdido o título de volta para Guevara no Battle of the Belts II, ele o recuperou duas semanas depois, no episódio de 27 de abril do Dynamite, após derrotar Guevara em uma luta de escadas. No episódio de 13 de maio do Rampage, Sky defendeu com sucesso o título contra seu ex-parceiro de equipe Frankie Kazarian, após interferência de Ethan Page e Dan Lambert. No episódio de 27 de maio do Rampage, foi anunciado que Guevara, Conti e Kazarian enfrentariam o American Top Team (Sky, Page e VanZant) no Double or Nothing, onde se o time de Guevara perder, nem Guevara nem Kazarian podem lutar pelo TNT Championship enquanto Sky for campeão.

## Evento
| Função                    | Nome                                        |
| ------------------------- | ------------------------------------------- |
| Comentaristas             | Jim Ross (PPV)                              |
| Comentaristas             | Excalibur (Pre-show e PPV)                  |
| Comentaristas             | Tony Schiavone (Pre-show e PPV)             |
| Comentaristas             | Taz (Pre-show e luta pelo título de duplas) |
| Comentaristas             | Caprice Coleman (Young Bucks vs. Hardys)    |
| Comentaristas em espanhol | Dasha Gonzalez                              |
| Comentaristas em espanhol | Jon Cruz                                    |
| Comentaristas em francês  | Alain Mistrangélo                           |
| Comentaristas em francês  | Norbert Feuillan                            |
| Comentaristas em alemão   | Günter Zapf                                 |
| Comentaristas em alemão   | Mike Ritter                                 |
| Locutor de ringue         | Justin Roberts                              |
| Árbitros                  | Aubrey Edwards                              |
| Árbitros                  | Bryce Remsburg                              |
| Árbitros                  | Mike Chioda                                 |
| Árbitros                  | Paul Turner                                 |
| Árbitros                  | Rick Knox                                   |
| Árbitros                  | Stephon Smith                               |
| Entrevistadora            | Lexy Nair                                   |

### The Buy-In
Durante o pré-show do Double or Nothing, o Buy-In, Hookhausen (Hook e Danhausen) enfrentaram Tony Nese e Mark Sterling. No final, Hook aplicou um suplex Sterling e fez o tag com Danhausen, que imobilizou Sterling para vencer a luta.

### Lutas preliminares
O pay-per-view começou com MJF enfrentando Wardlow. No início da luta, MJF se abaixou para o lado do ringue e disse ao árbitro para fazer Wardlow recuar. Pouco tempo depois, MJF tentou usar o Dynamite Diamond Ring, mas o árbitro o viu e o tirou dele. MJF tentou apertar a mão de Wardlow, que retribuiu e segurou sua mão. Wardlow então executaria dez powerbombs consecutivos em MJF para vencer a luta; como Wardlow venceu, ele foi liberado de seu contrato com MJF e ficou livre para ingressar oficialmente na AEW.
Em seguida, The Hardys (Jeff Hardy e Matt Hardy) enfrentaram The Young Bucks (Matt Jackson e Nick Jackson), que estavam acompanhados de Brandon Cutler. Durante a luta, Nick revertou um springboard em um facebuster em Jeff. Mais tarde, Matt Jackson aplicou em Jeff um Twist of Fate. Fora do ringue, Jeff acertou um Swanton Bomb em Matt Jackson através dos degraus de aço. De volta ao ringue, Matt Hardy executou um Twist of Fate em Nick para uma contagem de dois. No final, Matt Hardy executou um segundo Twist of Fate em Nick e fez o tag com Jeff, que seguiu com um Swanton Bomb em Nick para vencer a luta.
Depois disso, Jade Cargill defendeu o AEW TBS Championship contra Anna Jay. Mark Sterling foi até o ringue com uma muleta na mão e discutiu com o árbitro. Jay executou um leg sweep em Cargill com a muleta para uma contagem de dois. John Silver apareceu e executou um brainbuster em Sterling. Stokely Hathaway apareceu e ficou ao lado do ringue, fazendo sua estreia não anunciada na AEW. Cargill executou um Jaded em Jay da corda superior para reter o título.
Após a luta, Kiera Hogan e Red Velvet seguraram Jay para a Cargill. Kris Statlander apareceu e encarou o trio. Elas foram interrompidas por Athena em sua estreia não anunciada na AEW, que se aliou a Jay e Statlander. Hathaway levou as The Baddies para fora do ringue sem qualquer fisicalidade.
A próxima luta foi entre Death Triangle (Pac, Penta Oscuro, e Rey Fénix), que estavam acompanhados por Alex Abrahantes, contra The House of Black (Malakai Black, Buddy Matthews, e Brody King) em uma luta de trios. Penta aplicou um Canadian Destroyer em Matthews no apron. Pac aplicou um 450 splash em Black da corda superior. Abrahantes distraiu o árbitro enquanto Pac aproveitou e acertou Black com um golpe baixo. Pac subiu no topo para um Black Arrow, mas as luzes se apagaram. Quando as luzes se acenderam, Julia Hart estava no ringue e soprou uma névoa no rosto de Pac. Black acertou uma Black Mass em Pac para vencer a luta. Após a luta, Hart comemorou a vitória com a The House of Black, tornando-se a mais nova membra do grupo, finalmente deixando os Varsity Blonds e deixando Brian Pillman Jr. e Griff Garrison em estado de choque.
Em seguida, a final masculina do Owen Hart Foundation Tournament aconteceu quando Adam Cole enfrentou Samoa Joe. Enquanto a luta continuava, Bobby Fish distraiu Joe por tempo suficiente para Cole aproveitar e executar um Boom em Joe para a vitória e para vencer o Owen Hart Foundation Tournament.
A sexta luta foi a final feminina do Owen Hart Foundation Tournament, quando a Dr. Britt Baker, DMD enfrentou Ruby Soho.Soho aplicou um sharpshooter em Baker, que agarrou a corda para anular a submissão. No final, Soho foi para as cordas e se colocou nos ombros de Baker antes de realizar um victory roll para uma contagem de dois. Baker reverteu e obteve a vitória e o Owen Hart Foundation Tournament.
Após a luta, a Dra. Martha Hart foi apresentada pelo comentarista Tony Schiavone, que agradeceu aos fãs pela recepção calorosa enquanto Cole e Baker ficaram em lados opostos do palco. Ela agradeceu a várias pessoas da AEW e seus filhos. Martha apresentou o cinturão do Owen Hart Foundation Tournament que ela entregou a Cole primeiro e entregou o segundo cinturão do a Baker.

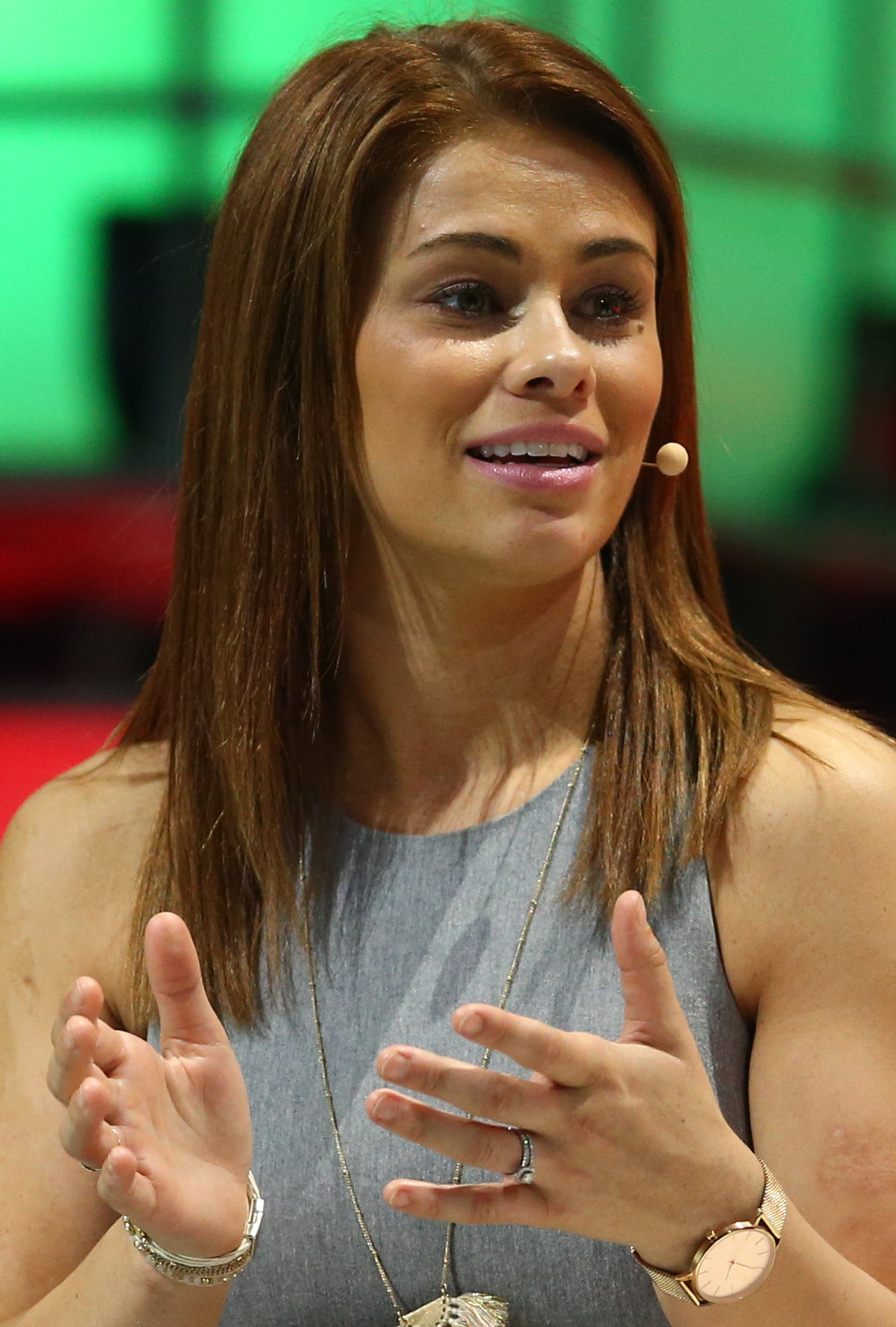
A lutadore de MMA Paige VanZant fez sua estreia em ringue durante o Double or Nothing.

Em seguida, o American Top Team (Ethan Page, Scorpio Sky e Paige VanZant) foram acompanhados por Dan Lambert para enfrentar Frankie Kazarian, Sammy Guevara, e Tay Conti em uma luta de trios mistos. Durante a luta, VanZant executou um Michinoku Driver em Conti para uma contagem de dois. No final, Guevara tentou um superkick em Kazarian, que se abaixou, fazendo com que ele acertasse Conti. Kazarian jogou Guevara para o lado do ringue, permitindo que Page aplicasse um roundhouse kick em Kazarian, com Sky seguindo com um TKO no último para a vitória; como o American Top Team venceu, nem Kazarian nem Guevara poderiam disputar o TNT Championship novamente, enquanto Sky fosse o campeão. Isso marcou a primeira vitória de Paige VanZant na AEW.
Em seguida, Darby Allin enfrentou Kyle O'Reilly. Quando Allin foi para um segundo suicide dive, O'Reilly rebateu e aplicou uma guilhotina em Allin. De volta ao ringue, Allin realizou a tentativa de um Last Supper cradle em O'Reilly para uma contagem de dois. Nos momentos finais, O'Reilly deu três PK kicks em Allin e acertou um knee drop para a vitória.
Posteriormente, Thunder Rosa defendeu o AEW Women's World Championship contra Serena Deeb. Rosa executou um Death Valley Driver em Deeb para uma contagem de dois. Deeb então aplicou um figure-four leglock em Rosa, onde acabaram rolando do ringue para o chão, quebrando o golpe. De volta ao ringue, Deeb aplicou o Serenity Lock, que ela soltou e derrubou Rosa com um powerbomb. Momentos depois, Deeb evitou uma investida de Rosa, que se chocou contra o corner. Deeb foi para as cordas e foi interceptada por Rosa, que executou um top rope superplex . Rosa seguiu com um Fire Thunder Driver em Deeb para reter o título.
Em seguida, houve a Anarchy in the Arena entre a Jericho Appreciation Society (Chris Jericho, Daniel Garcia, Jake Hager, Angelo Parker e Matt Menard) contra o Blackpool Combat Club (Bryan Danielson e Jon Moxley), Eddie Kingston, Santana e Ortiz. Quando os últimos estavam entrando de vários lugares na arena, a briga começou enquanto a música tema "Wild Thing" de Moxley continuava a tocar. Mais tarde, Jericho quebrou a mesa de som para impedir que a música tocasse. Garcia executou um piledriver em Ortiz através dos degraus de aço. Jericho colocou Moxley no Walls of Jericho em uma mesa, mas desabou um segundo depois que ele aplicou o movimento. Enquanto Danielson e Moxley aplicavam o LeBell Lock e o bulldog choke em Jericho e Hager, respectivamente, Kingston desceu a rampa com uma lata de gasolina e despejou em Jericho enquanto Danielson o segurava. Danielson se opôs e lutou com Kingston, com Moxley tentando separá-los. Danielson jogou uma cadeira de aço no rosto de Jericho e deu uma joelhada ao mesmo tempo para uma contagem de dois. Hager acertou Danielson por trás com o bastão de Jericho. Jericho aplicou o Walls of Jericho em Danielson enquanto Hager sufocou o último com um cabo. Danielson desmaiou, assim a Jericho Appreciation Society venceu a luta por submissão técnica .
Na penúltima luta, Jurassic Express (Jungle Boy e Luchasaurus) (acompanhados por Christian Cage) defenderam o AEW World Tag Team Championship contra Swerve In Our Glory (Keith Lee e Swerve Strickland) e Team Taz (Powerhouse Hobbs e Ricky Starks). Boy tentou aplicar um suicide dive em Strickland, mas Lee o pegou e deu um powerbomb nele nas costas de Luchasaurus. Como Luchasaurus foi para um chokeslam duplo, Lee e Hobbs o agarraram e o bateram. Hobbs saltou das cordas e realizou um duplo blockbuster em Lee e Luchasaurus. Momentos depois, Starks prendeu Boy e usou as cordas como alavanca até que Cage empurrou seus pés para fora das cordas. Lee segurou Boy enquanto Strickland executava um Swerve Stomp. No final, Boy e Luchasaurus realizaram o Thoracic Express em Strickland para reter os títulos.

### Evento principal

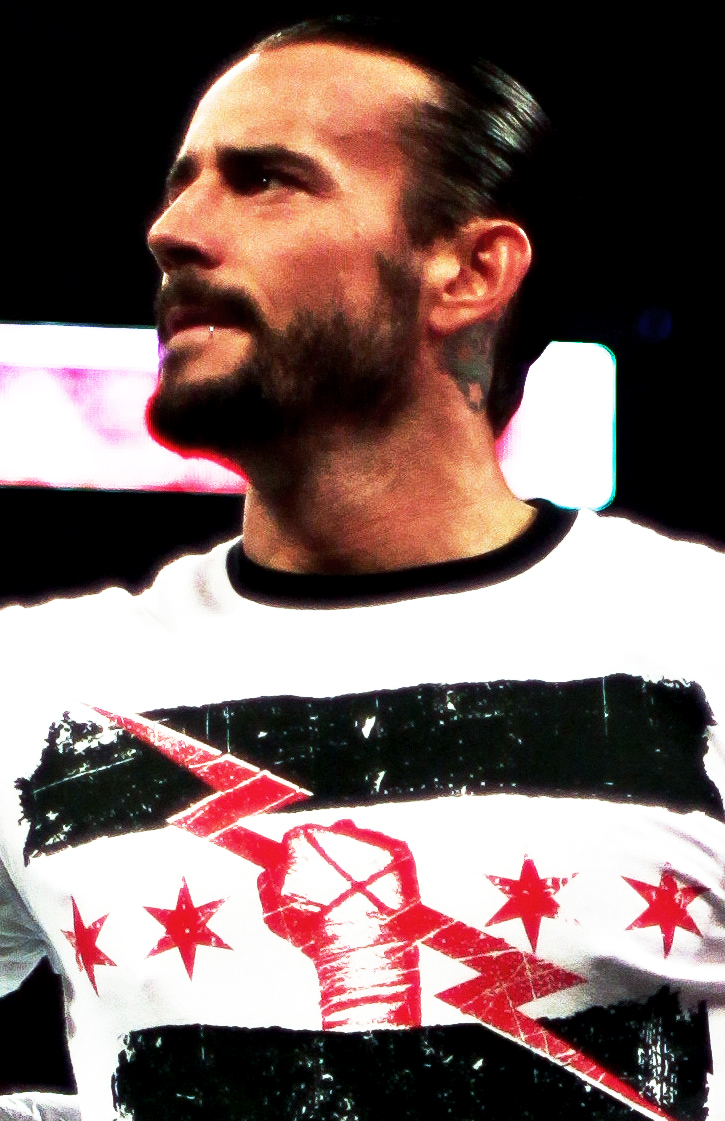
No evento principal, CM Punk derrotou "Hangman" Adam Page para vencer o AEW World Championship. Esta também foi sua primeira vitória por um título mundial em mais de 10 anos.

No evento principal, "Hangman" Adam Page defendeu o AEW World Championship contra CM Punk. Page tentou um Buckshot Lariat, mas Punk rebateu e aplicou o sharpshooter em Page, que conseguiu tocar nas cordas para anular a submissão. Punk acertou um roundhouse kick em Page, que executou o Go To Sleep em Punk para uma contagem de dois. Quando Page foi para o apron e tentou outro Buckshot Lariat em Punk, este o pegou e quando ele içou Page para o GTS, Page acabou acertando o árbitro. Page pegou o cinturão do AEW World Championship e queria acertar Punk com o cinturão, no entanto, Page parecia exitante e jogou o cinturão para trás em um canto do ringue. No ponto culminante da luta, o joelho de Page cedeu durante a execução de um Buckshot Lariat, permitindo que Punk executasse o GTS e ganhasse o título. Isso marcou a primeira vitória de Punk por um título mundial desde 2011.

## Evento

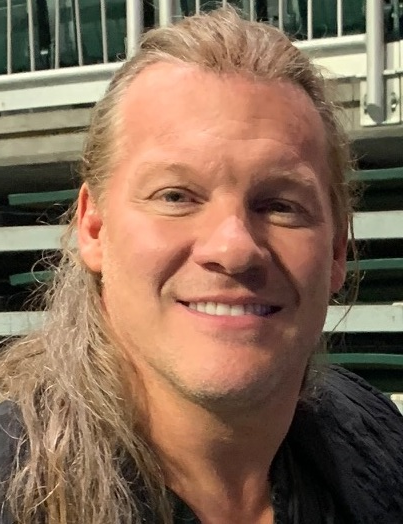
Os críticos aclamaram a luta Anarchy in the Arena entre a Jericho Appreciation Society e o Blackpool Combat Club, Eddie Kingston, Santana e Ortiz.

O Double or Nothing recebeu geralmente críticas mistas a positivas dos críticos; no entanto, muitas críticas foram feitas em relação ao tempo de duração geral do evento. Para o CBSSports.com, Brent Brookhouse escreveu que o evento foi um pay-per-view "incaracteristicamente desigual" para a AEW. Cargill-Jay foi "difícil", a luta de trios entre Death Triangle e House of Black foi uma ação "emocionante" do início ao fim, Baker-Soho foi "uma luta sólida que teve um vencedor questionável", Deeb-Rosa foi "um exibição muito boa para a divisão feminina da AEW" já que ambas mostraram algumas habilidades técnicas sólidas e coragem para fazer uma "boa luta", a luta Anarchy in the Arena foi "um banho de sangue selvagem", three-way de duplas entre Jurassic Express, Swerve in Our Glory e Team Taz foi "divertida", e o evento principal foi "um pouco desajeitado às vezes" e "bom" quando eles simplesmente se enfrentaram.
Justin Barrasso, da Sports Illustrated, opinou que, embora o Double or Nothing "durasse muito", ainda teve sua "parte de momentos de destaque". Barasso achou que não havia momento mais significativo no Double or Nothing do que Punk recuperando seu lugar no topo do mundo do wrestling, a luta three-way de duplas foi "excelente", a luta Anarchy in the Arena foi um "gore inesquecível", Rosa- Deeb foi um "brilho técnico", O'Reilly-Allin foi "muito bom" e Baker-Soho foi "um dos melhores do card".
Escrevendo para o Pro Wrestling Dot Net, Jason Powell afirmou que o evento foi "agradável". A luta de duplas Hardys-Bucks superou suas expectativas, a luta de trios foi um "spotfest muito bom", Rosa-Deeb foi "bem trabalhada", o Anarchy in the Arena foi "louco o suficiente para despertar mais interesse na rivalidade", a three-way pelo título de duplas foi "divertido" e o AEW World Championship foi "um bom evento principal".
O jornalista de esportes de combate Dave Meltzer para o Wrestling Observer Newsletter atribuiu classificações de estrelas ao evento, com a luta com classificação mais alta sendo a Anarchy in the Arena, que foi classificada com 5 estrelas. Em outras partes do card, o evento principal, a tag three-way e a luta de triod receberam 4.5 estrelas de 5. Rosa-Deeb recebeu 4.25 estrelas e a tag Hardys-Bucks recebeu 4 estrelas. A luta com classificação mais baixa no show foi Cargill-Jay, que recebeu 1.75 estrelas.

## Após o evento
Durante o fim de semana do Double or Nothing, MJF não apareceu em um fan fest. Quando a gerência tentou ligar para ele, ele não atendeu o telefone. Isso veio depois de meses de rumores sobre a tensão nos bastidores entre MJF e o proprietário da AEW, Tony Khan, sobre o contrato de MJF e o pagamento que ele achava que deveria ter, além de fazer uma entrevista com Ariel Helwani sem contar à administração. No episódio seguinte do Dynamite, MJF afirmou que não estava sendo respeitado pelos fãs e por Khan. Ele também mencionou todos os caras "ex-WWE" que ele acredita que Khan trata melhor do que ele. O segmento terminou com MJF exigindo ser demitido por Khan, chamando Khan de "mark do caralho", seu microfone foi cortado e a tela ficou preta. No dia seguinte, o perfil de MJF foi removido do site da AEW e sua mercadoria foi retirada do site de mercadorias da AEW.
No episódio de 3 de junho do Rampage, CM Punk anunciou que estava lesionado e precisava de uma cirurgia. Ele inicialmente queria abrir mão do título; no entanto, Tony Khan decidiu que um campeão interino seria coroado até o retorno de Punk. Punk então enfrentaria o campeão interino para determinar o campeão indiscutível. Para determinar o campeão interino, a AEW organizou lutas chamadas AEW Interim World Championship Eliminator Series, que culminariam em uma luta no Forbidden Door em 26 de junho, um evento co-promovido entre a AEW e a New Japan Pro-Wrestling (NJPW). As duas primeiras lutas aconteceram no episódio de 8 de junho do Dynamite. Uma Cassino Battle Royale abriu o show, que Kyle O'Reilly ganhou. Então O'Reilly enfrentou o desafiante número um Jon Moxley no evento principal do episódio, que Moxley venceu. A terceira luta ocorreu em 12 de junho no Dominion 6.12 no Osaka-jo Hall entre Hiroshi Tanahashi e Hirooki Goto, que Tanahashi venceu. Moxley e Tanahashi competiram em uma luta pelo título interino no Forbidden Door, na qual Moxley venceu.

## Resultados
| Nº                                          | Resultados | Estipulações | Tempo |
| ------------------------------------------- | --- | --- | ----- |
| Pré- show                                   | Hookhausen (Hook e Danhausen) derrotaram Tony Nese e Mark Sterling | Luta de duplas | 5:20  |
| 1                                           | Wardlow derrotou MJF | Luta individual Se Wardlow vencesse, ele seria liberado de seu contrato com MJF e posteriormente contratado pela AEW. Se MJF vencesse, Wardlow seria permanentemente banido de assinar com a AEW. | 7:30  |
| 2                                           | The Hardys (Jeff Hardy e Matt Hardy) derrotaram The Young Bucks (Matt Jackson e Nick Jackson) (com Brandon Cutler ) | Luta de duplas | 19:15 |
| 3                                           | Jade Cargill (c) derrotou Anna Jay | Luta individual pelo AEW TBS Championship | 7:25  |
| 4                                           | The House of Black (Malakai Black, Buddy Matthews e Brody King) derrotaram Death Triangle (Pac, Penta Oscuro e Rey Fénix) (com Alex Abrahantes)                                                                                     | Luta de trios | 15:35 |
| 5                                           | Adam Cole derrotou Samoa Joe | Final do Torneio Owen Hart Foundation Masculino | 12:30 |
| 6                                           | Dra. Britt Baker, DMD derrotou Ruby Soho | Final do Torneio Owen Hart Foundation Feminino | 13:20 |
| 7                                           | American Top Team (Ethan Page, Scorpio Sky e Paige VanZant) (com Dan Lambert) derrotaram Frankie Kazarian, Sammy Guevara e Tay Conti                                                                                                | Luta de trios mistos Se o American Top Team vencesse, nem Kazarian nem Guevara poderiam disputar o TNT Championship enquanto Sky fosse o campeão.                                                 | 12:30 |
| 8                                           | Kyle O'Reilly derrotou Darby Allin | Luta individual | 9:50  |
| 9                                           | Thunder Rosa (c) derrotou Serena Deeb | Luta individual pelo AEW Women's World Championship | 16:55 |
| 10                                          | The Jericho Appreciation Society (Chris Jericho, Daniel Garcia, Jake Hager, Angelo Parker e Matt Menard) derrotaram The Blackpool Combat Club (Bryan Danielson e Jon Moxley), Eddie Kingston, Santana e Ortiz por submissão técnica | Luta Anarchy in the Arena | 22:45 |
| 11                                          | Jurassic Express (Jungle Boy e Luchasaurus) (c) (com Christian Cage) derrotaram Swerve In Our Glory (Keith Lee e Swerve Strickland) e Team Taz (Powerhouse Hobbs e Ricky Starks)                                                    | Luta Three-way de duplas pelo AEW World Tag Team Championship | 17:15 |
| 12                                          | CM Punk derrotou "Hangman" Adam Page | Luta individual pelo AEW World Championship | 25:40 |
| (c) – Refere-se aos campeões antes da luta. | | |       |